# Rik Van Nutter
Frederick Allen Nutter, conocido en el cine como Rik Van Nutter (California, 1 de mayo de 1929-West Palm Beach, Florida, Estados Unidos, 15 de octubre de 2005), fue un actor y guionista estadounidense. Estuvo casado con la también actriz Anita Ekberg.

## Trayectoria artística
Desarrolló su carrera principalmente en la década de 1960, con una breve reaparición a finales de la siguiente década. Su papel más conocido lo realizó en la serie cinematográfica sobre James Bond, interviniendo en Operación trueno (Thunderball, de Terence Young, 1965), en la que fue el tercer actor en interpretar al agente de la CIA Felix Leiter. Intervino también en películas de aventuras y spaghetti western rodadas en Italia.
Aparte de su breve filmografía como actor, también escribió el guion de Casting Call (1971), un drama de temática adulta dirigido por Kendall Stewart. Este trata sobre los abusos a los que una serie de chicas se ven sometidas durante unas pruebas de casting. Contaba entre sus intérpretes con la sueca Uschi Digard, popular modelo de revistas masculinas en los últimos 60 y primeros 70, y una de las modelos y actrices favoritas del fotógrafo y cineasta Russ Meyer. La película obtuvo una clasificación X.
Aquejado de problemas cardiacos, Van Nutter falleció en Florida el 15 de octubre de 2005, víctima de un infarto de miocardio.

## Vida personal
Rik Van Nutter fue el segundo marido de la actriz y modelo sueca Anita Ekberg, con quien estuvo casado entre 1963 y 1975.

## Filmografía como actor
- Título, título original, director, personaje, fecha, créditos
- Agárrame ese vampiro (1959) (sin acreditar)
- Lo queremos frío ... Oficial alemán (1960)
- Space Men ... Ray Peterson (IZ41) (1960) (como Rik Von Nutter)
- Llegan los bribones (1960)
- Romanoff and Juliet, de Peter Ustinov ... Freddie (1961) (como Rik Von Nutter)
- Tharus figlio di Attila ... Otto (1962)
- Rivincita di Ivanhoe ... Ivanhoe (1965) (como Clyde Rogers)
- Aventura en el Oeste ... Buffalo Bill Cody (1965) (como Clyde Rogers)
- Operación Trueno (Thunderball), de Terence Young ... Felix Leiter (1965)
- Un golpe de mil millones, de Paolo Heusch ... Fraser (1966)
- Dinamita Joe (Joe l'implacabile), de Antonio Margheriti ... Dynamite Joe (Dinamita Joe) (1967) (Como Clyde Rogers)
- Woo fook (1977)
- Pacific Inferno ... Teniente Dennis Butts (1979)

## Filmografía como guionista
- Casting Call, de Kendall Stewart (1971) (como Clyde Rogers)

## Intervención en la Serie Bond
- Agente de la C.I.A. Felix Leiter

En Operación Trueno, Van Nutter encarnó al agente de la CIA Felix Leiter, quien ha tenido una presencia recurrente tanto en las novelas de Ian Fleming como en la serie cinematográfica basada en estas. El personaje no tuvo un actor fijo, a diferencia de otros personajes; Van Nutter sucedió en el papel a Cec Linder, quien lo había interpretado en Goldfinger (1964), siendo sucedido por Norman Burton.

Leiter es uno de los apoyos habituales de Bond, con quien toma contacto en esta ocasión en una zona turística de Nassau, Bahamas. Cuando Bond regresa a su hotel, se encuentra con su colega y amigo Leiter, a quien le ordena guardar silencio. Entonces, Bond encuentra a uno de los hombres de la organización SPECTRE, con quien sostiene una lucha, logrando desarmarle en el cuarto de baño. Bond permite marchar al agente enemigo, quien regresa con Emilio Largo y es arrojado por orden de este a una piscina llena de tiburones.

Bond y Leiter se encuentran con Paula, y acompañados de Pinder (Earl Cameron), agente de la CIA, llegan a un pequeño mercado pesquero. Encuentran a Q (Desmond Llewelyn) quien le da sus respectivos gadgets: un reloj con contador geiger integrado, una cámara submarina con rayos infrarrojos y posibilidad de tomar 8 fotos instantáneas, una pistola de bengalas, un minirespirador que permite sumergirse durante cinco minutos y una pastilla radioactiva para dar su localización a la CIA. Bond y Leiter establecen su base en un catamarán, mientras que en Londres se prepara el dinero que SPECTRE exige a cambio de no detonar las bombas atómicas robadas.

Bond y Leiter reciben un aviso desde Londres y Bond se sumerge a investigar el Disco Volante, siendo interceptado por hombres de Largo. Bond sostiene una lucha submarina en la que da muerte a un sicario de Largo, para después abandonar el lugar aparentando haber muerto. Leiter y Bond continúan vigilando el yate Disco Volante en el que se encuentra el líder de SPECTRE. Leiter comunica a Bond que Paula ha desaparecido, esta ha sido secuestrada por orden de Largo. Mientras, en la sede de la OTAN en Londres, se preparan para pagar el rescate y M pide un poco más de tiempo para que Bond rescate las bombas. Bond y Leiter llegan a la Gruta dorada, un sitio lleno de tiburones en medio del mar. Tras sospechar que el avión hundido esta en el lugar, Leiter mata a un tiburón para distraer a los demás y dejar a Bond sumergirse para investigar. Una vez en el agua descubre el avión, cubierto de una red que contenía algas marinas y el cadáver de Angelo en el lugar del Mayor Derval. Saca un collar del mismo y posteriormente cuenta a Leiter su descubrimiento, con la sospecha de que las bombas aún estaban en el yate Disco Volante de Largo.

Bond le pide a Domino que la ayude a vencer a Largo, esta acepta ayudar a Bond usando la cámara submarina para buscar las bombas que prepara SPECTRE. Domino le menciona una construcción cercana a la casa de Largo. Una vez en ella, Bond alerta a la CIA. Largo y sus secuaces se preparan para sacar las bombas mientras que Leiter y la CIA reciben la señal de Bond, quien se infiltra entre los secuaces de Largo y descubre la localización de las bombas en una gruta secreta submarina. Las bombas son puestas en un pequeño submarino, Bond es descubierto y lucha contra un buzo al servicio de Largo hasta matarlo.

Bond continua siguiendo la pista de las bombas, al tiempo que Largo descubre que Domino está ayudando a Bond. Ladislav Kutze, científico nuclear al servicio de Largo, pide a este preparar las bombas. Mientras, Leiter y los marines rescatan a Bond de un pequeño islote, donde Bond les avisa de que la primera bomba será lanzada a Miami. Para frustrar los planes de Largo son lanzados varios marines para evitar el transporte de la bomba y se desencadena una batalla entre los marines y los sicarios de SPECTRE.

Bond se sumerge usando una unidad de propulsión submarina y lucha contra los hombres de Largo, que acaban siendo derrotados.